# Coniacien
| Systeem                                                                                   | Serie     | Etage         | Ouderdom (Ma) |
| ----------------------------------------------------------------------------------------- | --------- | ------------- | ------------- |
| Paleogeen                                                                                 | Paleoceen | Danien        | jonger        |
| Krijt                                                                                     | Boven     | Maastrichtien | 66,0–72,1     |
| Krijt                                                                                     | Boven     | Campanien     | 72,1–83,6     |
| Krijt                                                                                     | Boven     | Santonien     | 83,6–86,3     |
| Krijt                                                                                     | Boven     | Coniacien     | 86,3–89,8     |
| Krijt                                                                                     | Boven     | Turonien      | 89,8–93,9     |
| Krijt                                                                                     | Boven     | Cenomanien    | 93,9–100,5    |
| Krijt                                                                                     | Onder     | Albien        | 100,5–113,0   |
| Krijt                                                                                     | Onder     | Aptien        | 113,0–125,0   |
| Krijt                                                                                     | Onder     | Barremien     | 125,0–129,4   |
| Krijt                                                                                     | Onder     | Hauterivien   | 129,4–132,9   |
| Krijt                                                                                     | Onder     | Valanginien   | 132,9–139,8   |
| Krijt                                                                                     | Onder     | Berriasien    | 139,8–145,0   |
| Jura                                                                                      | Malm      | Tithonien     | ouder         |
| Indeling van het Krijt volgens de ICS. Cursieve ouderdommen hebben een grote onzekerheid. |           |               |               |

Het geologisch tijdperk Coniacien (Vlaanderen: Coniaciaan) is een tijdsnede in het Laat-Krijt en een chronostratigrafische etage in Europa. Het Coniacien duurde van 89,8 ± 0,3 tot 86,3 ± 0,5 Ma. Het komt na/op het Turonien en na het Coniacien komt het Santonien.

## Naamgeving en definitie
Het Coniacien is genoemd naar de streek Cognac, in het Franse departement Charente. Naam en etage werden in 1857 vastgelegd door Henri Coquand.
De basis van het Coniacien wordt gedefinieerd door het eerste voorkomen van de bivalve Cremnoceramus rotundatus. De top wordt gedefinieerd door het eerste voorkomen van de bivalve Cladoceramus undulatoplicatus.